# Takayuki Yokoyama
Takayuki Yokoyama (横山 貴之?, Yokoyama Takayuki; Prefettura di Kōchi, 22 dicembre 1972) è un ex calciatore giapponese, di ruolo attaccante.

## Carriera
Ha giocato nella prima divisione giapponese.

## Palmarès

### Club

#### Competizioni nazionali
- Coppa dell'Imperatore: 1

Shimizu S-Pulse: 2001
- Supercoppa del Giappone: 2

Shimizu S-Pulse: 2001, 2002